# Ma Wan
Ma Wan (kinesiska: 馬灣, 马湾) är en ö i Hongkong (Kina). Den ligger i den nordvästra delen av Hongkong. Arean är 0,96 kvadratkilometer.
Terrängen på Ma Wan är platt. Öns högsta punkt är 44 meter över havet. Den sträcker sig 1,6 kilometer i nord-sydlig riktning, och 1,2 kilometer i öst-västlig riktning.  Runt Ma Wan är det i huvudsak tätbebyggt.